# 集まれ!キャラクター麻雀
『集まれ!キャラクター麻雀』（あつまれキャラクターまーじゃん）は、2024年4月5日（4日深夜）から2025年3月28日（27日深夜）までテレビ朝日の『バラバラ大作戦』（木曜第2部）で放送されていたバラエティ番組。
アンジャッシュの児嶋一哉が、コントのキャラなどの設定に入った芸人と麻雀をする番組である。

## 出演者
- 児嶋一哉（アンジャッシュ）：東家固定
- 林美沙希（テレビ朝日アナウンサー）[4] : 解説

## 放送リスト
| 2024年放送分 | 2024年放送分   | 2024年放送分 | 2024年放送分                                                                                               |
| #            | 放送日         | 児嶋を除く対局者（南西北順。4人の場合は東南西北順。） | 備考 |
| ------------ | -------------- | --- | --- |
| 1            | 2024年04月05日 | 麻雀で不祥事を起こして芸能界から消えた女優（ヒコロヒー） 地球に来て麻雀にハマったフリーザ（兼光タカシ） 知らんMリーグの選手（トンツカタン・櫻田佑）                                                  | |
| 2            | 2024年04月12日 | 元CIA麻雀課職員（ヒコロヒー） 麻雀にのめり込んでいるタラちゃん（兼光タカシ） 知らんMリーグの選手（トンツカタン・櫻田佑）                                                                             | |
| 3            | 2024年04月19日 | 麻雀覚えたてのおじさん（ネルソンズ・和田まんじゅう） ずっと嘘か本当か分からん麻雀ゴシップ言うヤツ（岡野陽一） 阪神戦の途中で雀荘に来たおっさん（ひつじねいり・松村祥維）                             | |
| 4            | 2024年04月26日 | お酒飲んだら麻雀やりたくなるおじさん（ネルソンズ・和田まんじゅう） 牌を彫ってる職人（岡野陽一） 大阪のクラブ「一気通貫」のママ（ひつじねいり・松村祥維）                                             | |
| 5            | 2024年05月03日 | 借金1000万円ある裏社会の代打ち（とろサーモン・久保田かずのぶ） 旦那の代わりに来た奥様（かが屋・賀屋壮也） 麻雀バトル漫画を描く売れてない漫画家（ジャンク・山下瑞生）                                 | |
| 6            | 2024年05月10日 | 昨日虫歯になって歯医者行ってないやつ（とろサーモン・久保田かずのぶ） 好きな人が今日フランスにパティシエ修行に行くやつ（かが屋・賀屋壮也） 麻雀のルールを変えようとしているやつ（ジャンク・山下瑞生） | |
| 7            | 2024年05月17日 | 牌の声が聞こえるけどその瞬間電流がめっちゃ走るやつ（ロングコートダディ・兎） 引退してから太った元プロ野球選手（ママタルト・大鶴肥満） 思ったことを全部言っちゃう34歳無職（トンツカタン・櫻田佑）     | |
| 8            | 2024年05月24日 | アカギっぽい感じが出てるけどただ濡れてるだけのやつ（ロングコートダディ・兎） 仰天ニュースに出てくるダイエットに成功した人（ママタルト・大鶴肥満） 犬おじさん（トンツカタン・櫻田佑）                 | |
| 9            | 2024年05月31日 | 二階堂姉妹の三女（二階堂瑠美） 裸単騎の大将（モグライダー・ともしげ） 昔真剣にサッカーやってたけど今何の仕事してるか分からんやつ（GAG・福井俊太郎）                                                  | |
| 10           | 2024年06月07日 | 九蓮宝燈を上がって死んだ女性の霊（二階堂瑠美） 哲也の麻雀しか知らないやつ（モグライダー・ともしげ） 芸人やめて構成作家やってる人（GAG・福井俊太郎）                                                  | |
| 11           | 2024年06月14日 | 裏社会を知り尽くした男（鬼越トマホーク・金ちゃん） アメリカの麻雀アニメから飛び出して来たやつ（さすらいラビー・中田和伸） 無理やり連れて来られた男子小学生（みたらし祭り・ゴッチス）                 | |
| 12           | 2024年06月21日 | 50年売れてない演歌歌手（鬼越トマホーク・金ちゃん） 姉の仇を討つために麻雀をしている男（さすらいラビー・中田和伸） 自分の結婚式の途中で麻雀に来たやつ（みたらし祭り・ゴッチス）                       | |
| 13           | 2024年06月28日 | 2324年から来た雀士（蛙亭・中野周平） 大林ひょと子（オジンオズボーン篠宮暁） ※三人麻雀のため北家はなし。                                                                                              | |
| 14           | 2024年07月05日 | 三日寝てないやつ（蛙亭・中野周平） 全ての役満を和了った男 ヤークマン（ザ・マミィ・酒井貴士） 名古屋弁が抜けないアナウンサー（林美沙希）                                                              | |
| 15           | 2024年07月12日 | ダジャレ好きな男（オジンオズボーン篠宮暁） 事件が起きていない日の毛利小五郎（こりゃめでてーな・伊藤こう大） ビッグダディによく間違われる男（ザ・マミィ・酒井貴士）                                   | |
| 16           | 2024年07月19日 | カイジ（こりゃめでてーな・伊藤こう大） エスポワールで何の見せ場も無かった男（ザ・マミィ・酒井貴士） ※三人麻雀のため北家はなし。                                                                      | |
| 17           | 2024年07月26日 | 西田敏行（エハラマサヒロ） オール巨人（兼光タカシ） くりぃむしちゅー上田（ガリベンズ矢野） | |
| 18           | 2024年08月02日 | 麻雀のマナーに厳しい北斗晶（エハラマサヒロ） 意外とせっかちなさかなクン（兼光タカシ） 誰も一緒に麻雀をしてくれないひろゆき（ガリベンズ矢野）                                                         | |
| 19           | 2024年08月09日 | ツンデレすぎる女雀士（相良朱音） いちいちリアクションする女雀士（高梨あい） ロングコートダディ・堂前透                                                                                               | 「新人女性プロ雀士のキャラ相談」 堂前はアドバイザーとしてキャラに入らずに対局。 林はナレーターとして出演。 |
| 20           | 2024年08月16日 | あかりさん（ロングコートダディ・堂前透） ひちゃ子さん（シカゴ実業・中川ひちゃゆき） イネさん（トンツカタン・櫻田佑）                                                                                 | 堂前プロデュース「まだ背が伸び続けてるおばあちゃんたち」                                                   |
| 21           | 2024年08月23日 | 一般の小学生3人 | 夏休み特別企画「子ども麻雀大会」                                                                           |
| 22           | 2024年08月30日 | 岡野陽一 トンツカタン・櫻田佑 ジャンク・山下瑞生 みたらし祭り・ゴッチス→いろはラムネ・新井ねこ（後編で交代）                                                                                         | 「キャラクター麻雀役満チャレンジ!!（役満を出すまで出られない部屋）」 児嶋はVTRで観戦。                     |
| 23           | 2024年09月06日 | 岡野陽一 トンツカタン・櫻田佑 ジャンク・山下瑞生 みたらし祭り・ゴッチス→いろはラムネ・新井ねこ（後編で交代）                                                                                         | 「キャラクター麻雀役満チャレンジ!!（役満を出すまで出られない部屋）」 児嶋はVTRで観戦。                     |
| 24           | 2024年09月13日 | 麻雀界でも大物感満載の石橋貴明（こにわ） 麻雀をTV初公開の中居正広（モリタク!） よく泣く渡辺正行（河口こうへい）                                                                                      | |
| 25           | 2024年09月20日 | 麻雀も絶対負けたくない松岡修造（こにわ） 高めしか狙わない千鳥 大悟（モリタク!） 審査員目線で打っちゃう立川志らく（河口こうへい）                                                                     | |
| 26           | 2024年09月27日 | 自分の思っていることを実況しちゃう男（日吉辰哉） 麻雀占いを発明した人（中田花奈） 足りない体重をマゲで補っている力士（GAG・SJ）                                                                      | |
| 27           | 2024年10月04日 | 全部顔に出る女雀士（中田花奈） 金持ちが飼っている細い犬（GAG・SJ） スリルを楽しんでいるやつ（カゲヤマ・益田康平）                                                                                    | 日吉辰哉が実況。                                                                                           |
| 28           | 2024年10月11日 | 林美沙希 相良朱音 石田綾音 三浦ももこ | 「女性プロ ニュースター発掘大会」 児嶋は実況席で出演。 日吉辰哉が実況、ガリベンズ矢野がモノマネで解説。    |
| 29           | 2024年10月18日 | 山下達郎かロッチ中岡か分からない人（ガリベンズ矢野） 水原希子かみうらじゅんか分からない人（GAG・SJ） 大人か子どもか分からない人（カゲヤマ・益田康平）                                                | |
| 30           | 2024年10月25日 | 茶木康志 都美 かが屋・賀屋壮也 杉山安澄 佐藤聖也 ※登場順 | 麻雀×恋愛リアリティショー企画。 児嶋・林・ヒコロヒーがモニタリング。                                       |
| 31           | 2024年11月01日 | 茶木康志 都美 かが屋・賀屋壮也 杉山安澄 佐藤聖也 ※登場順 | 麻雀×恋愛リアリティショー企画。 児嶋・林・ヒコロヒーがモニタリング。                                       |
| 32           | 2024年11月08日 | 茶木康志 都美 かが屋・賀屋壮也 杉山安澄 佐藤聖也 ※登場順 | 麻雀×恋愛リアリティショー企画。 児嶋・林・ヒコロヒーがモニタリング。                                       |
| 33           | 2024年11月15日 | アニメ版カイジ（こりゃめでてーな・伊藤こう大） 実写版カイジ（ガーリィレコード・高井佳佑） 黒服（スタジオカドタ）                                                                                     | |
| 34           | 2024年11月22日 | アカギ（こりゃめでてーな・伊藤こう大） 永沢くん（ガーリィレコード・高井佳佑） セル（スタジオカドタ）                                                                                                 | |
| 35           | 2024年11月29日 | 中森明菜（ななみなな） 成田悠輔（ガリベンズ矢野） 錦鯉 長谷川雅紀（ゼンゴー） | |
| 36           | 2024年12月06日 | 大門未知子（米倉涼子） （ななみなな） 鍬形忠（小籔千豊） （ガリベンズ矢野） 神原晶（岸部一徳） （ゼンゴー）                                                                                          | 『ドクターX』の出演者のモノマネで対局。 ねんねんが海老名敬（遠藤憲一）のモノマネで解説。                   |
| 37           | 2024年12月13日 | オジンオズボーン篠宮暁 Yes!アキト ブラゴーリ・塚田裕輝 | 「ギャグ麻雀」 対局中に披露されるギャグを児嶋が評価し、麻雀の点数との合計で競う。                          |
| 38           | 2024年12月20日 | マテンロウ・アントニー きつね・大津広次 オジンオズボーン篠宮暁 | 「ウソかホントか分からない噂話が飛び交う雀荘」 芸能ゴシップを語りながら対局。                              |

| 2025年放送分 | 2025年放送分   | 2025年放送分 | 2025年放送分 |
| #            | 放送日         | 児嶋を除く対局者（南西北順。4人の場合は東南西北順。） | 備考 |
| ------------ | -------------- | --- | --- |
| 39           | 2025年01月10日 | マテンロウ・アントニー きつね・大津広次 相良朱音 | 「ウソかホントか分からない噂話が飛び交う雀荘」 噂話テーマは「仕事とお金」。                                                                     |
| 40           | 2025年01月17日 | 煽崎タカアキ（タカアキ） 間違った指摘をされると異常にイラついちゃう腕折り（池田モードC） 強そうで弱い剛田（きみやす） ※3人とも「赤ウーがツモりてえんだ」のメンバー。 | 赤ウーがツモりてえんだ・けんた天国が解説。 後半は「ローカルルールえぐいやつら」にキャラクターチェンジ。                                         |
| 41           | 2025年01月24日 | 須田亜香里 川嶋美晴 三田麻央 | 「ウソかホントか分からないアイドルの裏話が聞ける雀荘」                                                                                          |
| 42           | 2025年01月31日 | 対局なし | 「集めろ!リアルキャラクター麻雀」 みたらし祭り・ゴッチスの雀荘ロケを児嶋・林・岡野陽一がモニタリング。 みたらし祭り・りゅうせいがナレーション。 |
| 43           | 2025年02月07日 | オジンオズボーン篠宮暁 サンシャイン・のぶきよ プリズンクイズチャンネル・最強の庄田                                                                                   | 「雀荘お笑い王決定戦!」 対局中に披露されるギャグを児嶋が評価し、麻雀の点数との合計で競う。                                                      |
| 44           | 2025年02月14日 | 岡野陽一 ザ・マミィ・酒井貴士 プリズンクイズチャンネル・最強の庄田                                                                                                   | 「助けて…俺が一番金に困ってる!苦労エピソード麻雀」 対局中に苦労エピソードを披露し、児嶋が共感すればQUOカードが進呈される。                      |
| 45           | 2025年02月21日 | インポッシブル・ひるちゃん や団・ロングサイズ伊藤 や団・中嶋享 | や団・本間キッドが設定を考案した「デスゲーム麻雀」。 3人は負けそうなキャラで対局する。 オーラスから始まる1局のみの勝負。                        |
| 46           | 2025年02月28日 | ロングコートダディ・兎 インポッシブル・ひるちゃん いぬ・太田隆司 | 「サイレント麻雀」 発声以外の音を立てずに対局する。                                                                                             |
| 47           | 2025年03月07日 | ロングコートダディ・兎 だーりんず・松本りんす いぬ・太田隆司 | 「脱衣麻雀」 |
| 48           | 2025年03月14日 | 石橋貴明（こにわ） カイジ（こりゃめでてーな・伊藤こう大） くりぃむしちゅー上田（ガリベンズ矢野）                                                                     | |
| 49           | 2025年03月21日 | 大林ひょと子（オジンオズボーン篠宮暁） 300年後から来た雀士（蛙亭・中野周平） エスポワールで何の見せ場も無かった男（ザ・マミィ・酒井貴士）                            | |
| 50           | 2025年03月28日 | 対局なし | 「キャラクター麻雀名場面ベストセレクション」 過去の名場面をオジンオズボーン篠宮暁、ザ・マミィ・酒井貴士と振り返る。                             |

## スタッフ
- 技術：髙橋昴矢（#1-29、33-50）、髙橋裕也（#1-29、33-50）、西陽大（#30-32）
- 編集：千葉雄斗（#1-16、19-38）、橋本淳一郎（#17-18）、藤原悠吏（#39-40）、蒲澤悠太（#41-50）
- MA：小田嶋広貴
- デザイン：平池優太、田中秀帆
- 音効：矢部公英
- 編成：米川宝、辻慈生（2人共テレビ朝日）
- 宣伝：津久井美樹（テレビ朝日）
- 技術協力：mabu（#1-29、33-50）、株式会社レック（#30-32）
- 制作協力：演陣
- デスク：大山明日香
- 制作スタッフ：伊藤豪、松本航平（#30-36）
- ディレクター：阿部和孝
- アシスタントプロデューサー：宮﨑浩子
- 演出：寒川拓郎（テレビ朝日）
- プロデューサー：藤井裕久（テレビ朝日）、ふじもと創（演陣）
- ゼネラルプロデューサー：久保信広（テレビ朝日）
- 制作：テレビ朝日ビジネスソリューション本部コンテンツ編成局第2制作部
- 制作著作：テレビ朝日